# Ammocrypta bifascia
Ammocrypta bifascia är en fiskart som beskrevs av James David Williams, 1975. Ammocrypta bifascia ingår i släktet Ammocrypta och familjen abborrfiskar. Inga underarter finns listade i Catalogue of Life.